# Szövetkezetek Országos Szövetsége
A Szövetkezetek Országos Szövetsége (SZÖVOSZ) magyarországi szervezet, az 1940-es évektől egészen a 2000-es évtizedig a hazai szövetkezetek legmagasabb szintű érdekvédelmi szervezete volt.

## Története
A 4050/1949. számú kormányrendelet hozta létre, a 4049/1949. számú kormányrendelettel megszüntetett Magyar Országos Szövetkezeti Központ (MOSZK) jogutódaként. A felügyeleti jogot a szervezet felett a kereskedelem- és szövetkezetügyi miniszter gyakorolta, a földművelésügyi miniszterrel egyetértésben. A 4322/1949. számú minisztertanácsi rendelet (MK 1949. XI. 19. 240. sz.) a Minisztertanács jogkörébe helyezte át a SZÖVOSZ feletti felügyeleti jog gyakorlását és minden alapszabály-módosításának jóváhagyását is.
Ügykörébe tartozott, a 4050/1949. számú kormányrendelet értelmében:
- a dolgozó parasztok minél szélesebb körű bevonása a falusi szövetkezetekbe és ott vezető szerepük biztosítása;
- a földbérlőszövetkezetek megszervezése és irányítása;
- a földműves-szövetkezetek értékesítő, beszerző és fogyasztási tevékenységének elősegítése;
- a földműves-szövetkezetek és a nemzeti vállalatok között a tervszerű és szervezett gazdasági együttműködés kiépítése és elmélyítése
- a szövetkezetek bekapcsolása a nemzeti tervgazdálkodásba
- a tagszövetkezetek ügyvitelében és gazdasági tevékenységében való szakirányítás, alapszabályszerű tevékenységük előmozdítása, központi felügyeletük és ellenőrzésük ellátása, szükség esetén jogi védelmükről és képviseletükről való gondoskodás
- hatóságok és bíróságok részére szövetkezeti ügyekben szakvélemény és statisztikai adatok szolgáltatása
- a szövetkezeteket érintő jogszabályok előkészítésében való közreműködés;
- mindazoknak a feladatoknak a végrehajtása, melyeket jogszabályok vagy kormányszervek ráruháznak
- és a magyar szövetkezeti mozgalom képviselete külföldön.

A rendelet kimondta azt is, hogy a hitelszövetkezetek és a kisipari szövetkezetek központi feladatainak ellátása nem tartozik a SZÖVOSZ ügykörébe. A jogszabály szerint a SZÖVOSZ a tagszövetkezetek ellenőrzését is gyakorolta.
Első igazgatóságának és felügyelőbizottságának tagjait, a közgyűlés összehívásáig – de legfeljebb egy év időtartamra – a kereskedelem- és szövetkezetügyi miniszter előterjesztésére – a kormány nevezte ki.
Szervei, az előbbi rendelet mellékletét képező alapszabály szerint: a küldöttgyűlés, az igazgatóság és a végrehajtóbizottság, a felügyelőbizottság, valamint a földművesszövetkezetek körzeti választmányai.